# Full Throttle Girl
Full Throttle Girl (全開ガール) é uma série de televisão japonês produzida pela Fuji Television em 2011. Exibida de 11 de julho a 19 de novembro, ocupou a faixa das 21h da emissora.

## Elenco

### Elenco principal
- Yui Aragaki como Wakaba Aikawa
- Ryo Nishikido como Sota Yamada

### Elenco secundário
- Hiroyuki Hirayama como Kyoichi Shindo
- Hiroko Yakushimaru como Shoko Sakurakawa
- Misako Renbutsu como Shoko Sakurakawa
- Ryohei Suzuki como Kentaro Nishino
- Jiro Sato como Morisu Sakota
- Sarutoki Minagawa como Hiroshi Torii
- Noriko Aoyama como Mika Kujo
- Yosiyosi Arakawa como Samao Hayashi
- Serai Takagi como Emitaro Yamada
- Kanon Tani como Hinata Sakurakawa
- Riki Takeuchi como Jin Hanamura
- Aiko Kaito como Urara Hanamura